# 福島彰吾
福島 彰吾（ふくしま しょうご、1987年2月1日 - ）は、日本の俳優。オスカープロモーション所属。
趣味はラーメンを食べる事、映画鑑賞、読書（主に伊坂幸太郎）。特技はギター、ボウリング。
事務所の大先輩・今井雅之（2015年5月28日逝去）の付き人をしていた。

## 出演

### テレビ
- デキビト（2010年12月、CX） - 山口直樹 役
- THEナンバー2〜歴史を動かした影の主役達〜「♯6本多正信、♯7徳川秀忠」（2011年5月、BS-TBS） - レポーター
- 金曜プレステージ「浅見光彦シリーズ 佐渡島伝説殺人事件」（2011年10月、CX） - 村岡 役
- 土曜ワイド劇場「再捜査刑事・片岡悠介・ワイナリー連続殺人事件」（2012年、TX） - 須田昭文 役
- 超再現ミステリー♯ラブケミストリー（2012年、NTV） - 上杉 役
- 水曜ミステリー9「嘘の証明 犯罪心理分析官・梶原圭子」（2012年、TX）
- 中居正広のミになる図書館（2015年3月10日、テレビ朝日） - プレゼンター
- 土曜ワイド劇場「再捜査刑事・片岡悠介・死を呼ぶプロポーズ〜結婚詐欺連続殺人!」（2016年4月30日、TX） - 椿山太 役

### 映画
- 君を壊すのは…（2009年） - 上枝健治 役
- スリーデイボーイズ（2009年）
- 映画版ふたりエッチセカンドキッス（2011年） - 井上洋介 役[2]
- 戦慄ショートショート コワバナ 恐噺 幽霊ホテル（2012年） - ヒロシ 役
- 手をつないでかえろうよ〜シャングリラの向こうで〜（2016年） - 田中康役

### 舞台
- 奴ら〜海よ、俺の母よ〜（2007年、東銀座エアースタジオ） - 関 役
- 心華〜SHINKA〜（2009年、池袋シアターグリーン） - 甘藷 役
- ロイヤルホ☆ト2011（2011年、品川六行会ホール） - 秋田 役
- ヤミ金融〜欲と金に狂わされた大人たち〜（2012年、新宿speace107） - 渡辺 役
- ホス探へようこそ（2013年、上野ストアハウス） - 菖蒲 役
- THE WINDS OF GOD 2015 JAPAN TOUR（2015年、東京、北海道、大阪、京都、神戸、沖縄　全10公演） - 松島 聖 海軍少尉 役

### CM
- ニンテンドーDS/ポケットモンスター（2008年）
- プレナス/ほっともっと節約価格男性編（2008年）
- ニラク/新しい自分 ブロック編（2010年）
- 爽健美茶/しりとり編（2011年）
- コルゲン/鼻炎カプセル編（2013年）

### スチール
- 朝日新聞/学割キャンペーン（2011年）

### プロモーションビデオ
- ウエイスト〜links8utterfly/タビダチ-オトコ編-（2011年）
- 8utterfly〜linksウエイスト/タビダチ-オンナ編-（2011年）
- SUPER BEAVER/言えって（2015年）